# Bar Mițva

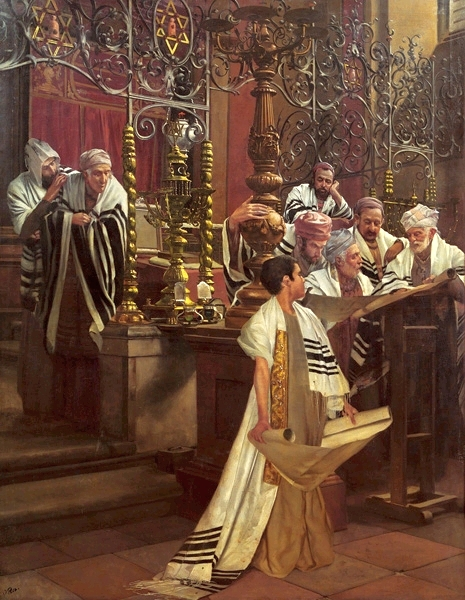
Un băiat citind pentru prima dată în public textele sfinte, cu ocazia ceremoniei de Bar Mițva (tablou de Oscar Rex).

Bar Mițvá ori Bar Mitzvá (în arameică și ebraică: בר מצוה „Fiul poruncii”) reprezintă o ceremonie religioasă evreiască (iudaică) de pasaj spre maturitate, și primire ca membru activ al comunității, care are loc la vârsta de 13 ani. Subiectul ceremoniei se numește el însuși Bar Mițvá.
După exemplul dat de comunitățile iudaice ortodoxe italiene și de comunitățile iudaice conduse de rabinul Mordehai Kaplan (1922), precum și în spiritul reformei ceremoniilor religioase în cadrul kibuțurilor cu orientare socialistă și feministă din Israel în secolul al XX-lea, mulți evrei din familii de rit evreiesc ortodox - fie ele laice, tradiționaliste sau național-religioase - au preluat și ei ideea unei ceremonii analoge pentru fete, la vârsta de 12 ani, în majoritatea cazurilor fără un ritual religios, sub forma unei festivități laice de familie. În loc de Bar Mițva, pentru fete se folosește termenul "Bat Mițvá".

## Galerie de imagini

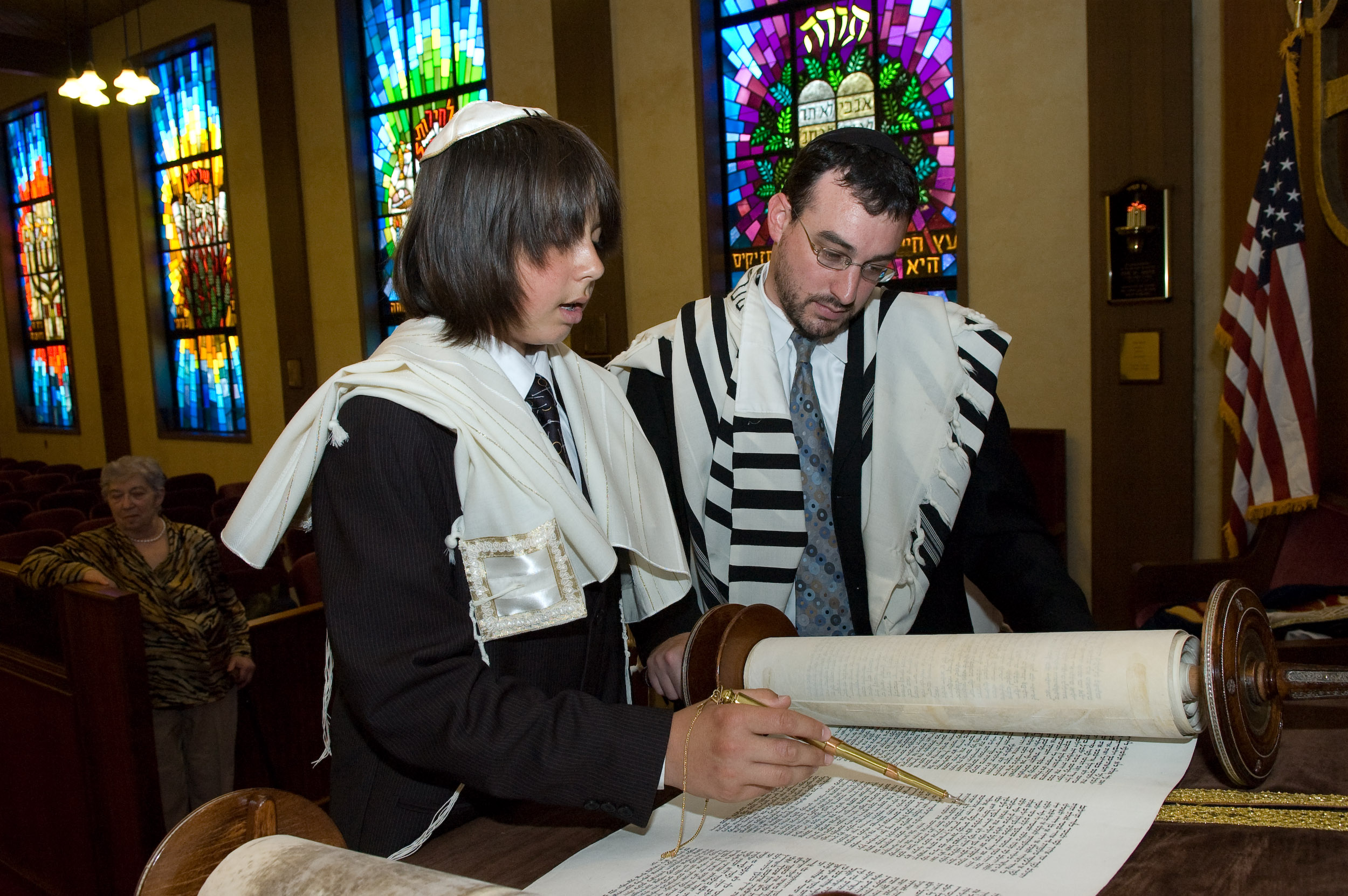
Băiat citind din Tora, la Bar Mițva, utilizând un "yaad" (arătător pentru Tora).